# Päpstliches Griechisches Kolleg vom Hl. Athanasius
Das Päpstliche Griechische Kolleg vom Heiligen Athanasius (italienisch Pontificio Collegio Greco di Sant’Atanasio, griechisch Ποντιφίκιο Ελληνικό Κολλέγιο Αγίου Αθανασίου) wurde 1577 als Päpstliches Kolleg und Priesterseminar für Seminaristen aus Griechenland, dem Nahen Osten und den griechischen Sprachgebieten Süditaliens gegründet. Schutzpatron des Kollegs ist der heiliggesprochene Athanasius der Große, einer der vier griechischen Kirchenväter. 

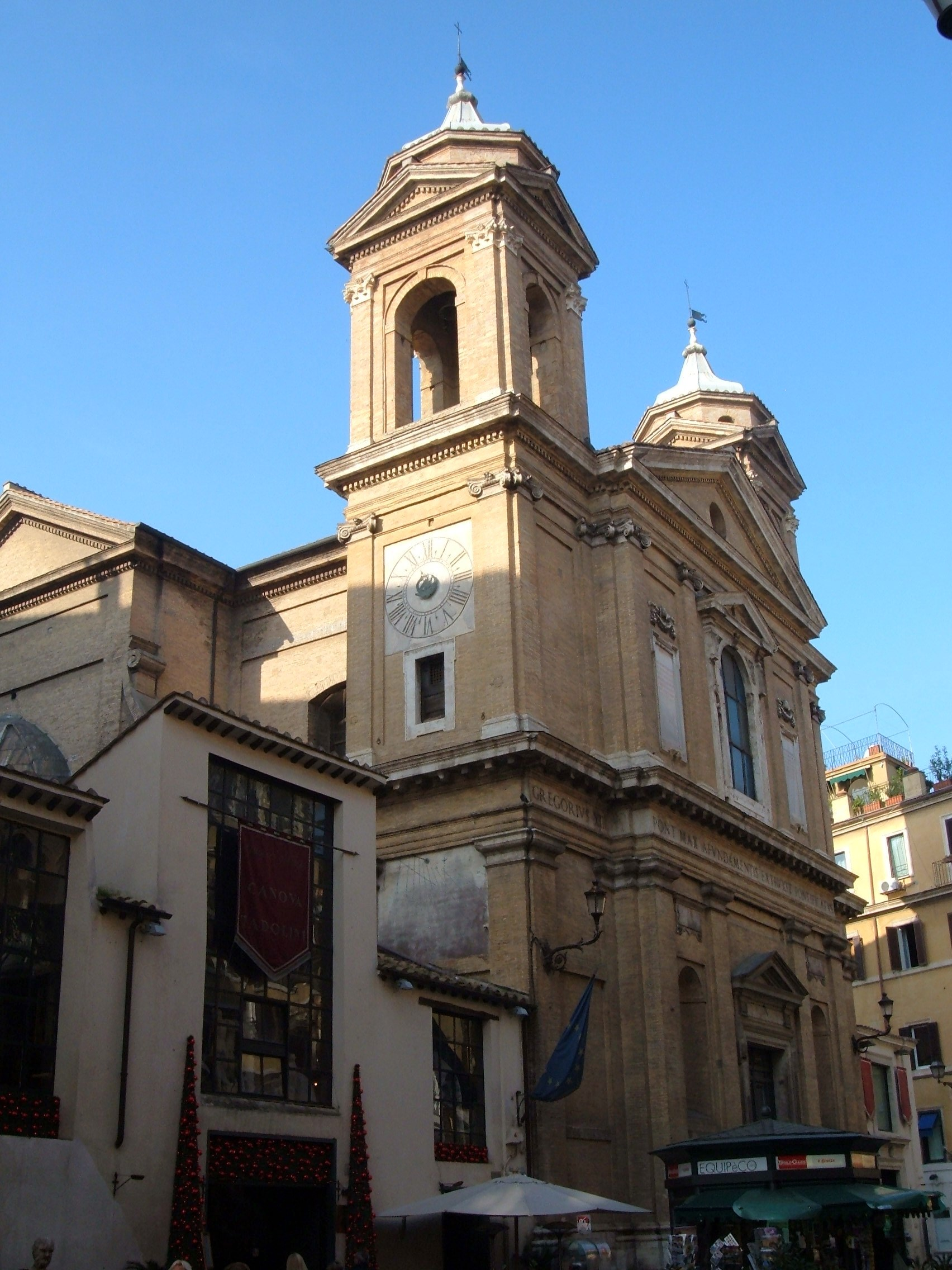
Sant’Atanasio dei Greci an der Via del Babuino

## Gründung
Der Gründungsgedanke geht auf Kardinal Giulio Antonio Santorio zurück. Als Protektor der Basilianer leitete er 1573 die Reformkongregation für die Griechen und entwickelte hieraus die Gründung eines Kollegs für griechische Priesteramtskandidaten. Am 13. Januar 1577 approbierte Papst Gregor XIII. (1572–1585) mit einer Bulle das Pontificio Collegio Greco di Sant’Athanasio, das bereits 1576 seine Tore geöffnet hatte.

## Ziele
Die damalige Zielsetzung des Kollegs war die Ausbildung von Priestern, die in örtlichen Gemeinden Griechenlands tätig sein sollten, um „der Eroberung der Gebiete des byzantinischen Reiches durch die Türken“ entgegentreten zu können. Gleichzeitig sollten sie, analog zu den Hochschulen Nordeuropas, den „Vormarsch der protestantischen Reformation“ verhindern, und als dritter Schwerpunkt sollte mit der Errichtung eines griechischen Kollegs die „Wiederherstellung der Gemeinschaft der Ostkirchen mit Rom“ gefördert werden. 1576–1577 genoss das Institut Gastfreundschaft in mehreren Häusern Roms und fand 1577 seinen endgültigen Platz in der heutigen Via del Babuino in der römischen Altstadt. Die am Griechischen Kolleg studierenden Alumnen kommen aus Griechenland, der Italo-albanischen Kirche in Italien, den arabischen Diözesen der Melkitischen Griechisch-Katholischen Kirche, aus Rumänien, Bulgarien, Ungarn, der Ukraine und Belarus.

## Entwicklungen
Die Leitung des Kollegs ging in den nachfolgenden Jahrzehnten mehrere Male in andere Hände über. In der großen Zeit der Reorganisation der römischen Kurie durch Papst Sixtus V. (1585–1590) legte dieser die Leitung in die Hände der Kurie. Von 1591 bis 1602 übernahmen Jesuiten die Leitung, bis 1621 leiteten dann einige Dominikaner das Kolleg, dann erneut die Jesuiten und ab 1773 die Kongregation De Propaganda Fide. Von 1803 bis 1845 fand kein Lehrbetrieb am Kolleg statt, die Seminaristen wichen auf das Kolleg der Propaganda Fide, die heutige Päpstliche Universität Urbaniana, aus. Papst Leo XIII. (1878–1903) stellte das Seminar 1886 unter die Leitung der Resurrektionisten, 1890 wechselte es wieder zu den Jesuiten und 1897 zu den Benediktinern. Seit 1919 wird das Kolleg durch die belgische Benediktinerkongregation geleitet, seit 1956 durch die Abtei Chevetogne. Rektor ist seit 2013 Pater Maciej Pawlik OSB aus der Abtei Tyniec, geistlicher Vater ist Giorgio Mifsud OSB aus der melkitischen Diözese Akka in Israel.

## Ritus
Die griechischen Seminaristen verteidigten über viele Jahre den alleinigen Gebrauch des byzantinischen Ritus und lehnten den lateinischen Ritus teilweise ab. Diese Tatsache führte zu ständigen Unstimmigkeiten mit den Studenten des lateinischen Ritus. Papst Leo XIII. beendete diese Unstimmigkeiten; er verwies auf die Einhaltung der Anordnungen aus der 1755 von Papst Benedikt XIV. (1740–1758) erlassenen Bulle Allatae sunt und wiederholte deren Gültigkeit. Er wies gleichfalls darauf hin, dass in der Kirche Sant’Atanasio dei Greci vier lateinische Altäre ständen und beide liturgischen Riten gleichberechtigt praktiziert werden könnten. Die Kirche Sant’Atanasio wurde durch Kardinal Santoni errichtet, sie ist eine Titelkirche, die liturgische Hauptkirche des Kollegs und der griechischen Gemeinde in Rom.